# わかば自動車学校
わかば自動車学校（わかばじどうしゃがっこう）は、千葉県公安委員会届出自動車教習所。普通一種、免許失効、取消、外国免許切替、ペーパードライバー、普通二種教習。千葉県一発試験対応校。内閣府所管（一社）全国届出自動車教習所協会千葉支部。

## 特色
千葉県の届出自動車教習所。合宿免許より少ない通学回数。無料学科学習。テレビ東京、チバテレビで取りあげられる。

## 教習内容
- 路上コース教習は、千葉運転免許センター周辺の路上で行う。
- 所内教習は、秋ヶ瀬コース（さいたま市桜区塚本591-1）で行う。

## 取扱教習
- 新規免許取得教習
- 失効者免許取得教習
- 取消者免許取得教習
- 再取得者免許取得教習
- 外国免許切替免許取得教習
- 普通二種免許取得教習
- ペーパードライバー教習
- AT限定解除教習
- 青免許教習

## アクセス
- 路上コース教習は、京葉線（JR東日本）・海浜幕張駅、または総武本線（JR東日本）、京成千葉線・幕張本郷駅お迎え。
- 所内教習は、武蔵野線（JR東日本）・西浦和駅お迎え。

## その他
- 学科試験、技能試験は、千葉運転免許センターにて受験する。